# Маркем, Уильям
Уи́льям Ма́ркем (англ. William Markham; около 1719, Кинсейл, Корк — 3 ноября 1807, Мейфэр, Большой Лондон) — английский богослов и Архиепископ Йоркский, получил образование в вестминстерской школе и колледже Крайст-Чёрч в Оксфорде.
Уильям Маркем родился в 1719 году у Уильяма Маркема-ст. С 1765 по 1767 год занимал пост декана в Рочестерском соборе, был видным учёным своего времени. В 1771 году был поставлен епископом в Честере и стал наставником принца Уэльского (будущего короля Георга IV). В 1776 году стал архиепископом Йоркским, Верховным Лордом, ведающим раздачей милостыни, и тайным советником.
В 1766 году у Маркема родился сын, Дэвид Маркем. Уильям был яростным критиком публициста Ричарда Прайса, говорившего об Американской революции. Некоторое время Маркем дружил с Эдмундом Бёрком, но его спор с Уорреном Гастингсом вызвал разлад в отношениях с Маркемом. Эдмунд позже был обвинен лордом Четэмом в пропаганде вредной теории и пострадал во время бунта лорда Гордона в 1780 году.
Одна из коммун региона Йорка канадской провинции Онтарио была названа в честь Уильяма Маркема его другом, лейтенант-губернатором Онтарио Джоном Симко.